# Долгушев, Николай Васильевич
Николай Васильевич Долгушев (24 декабря 1903 — 1969) — советский хозяйственный, государственный и политический деятель, участник Великой Отечественной войны, майор.

## Биография
Родился 24 декабря 1903 в с. Богородское Варнавинского уезда Костромской губернии Российской империи в семье русского крестьянина-бедняка. С июня 1918 г. окончил школу 1-й ступени в Богородском и работал в хозяйстве отца. В 1921 г. вступил в комсомол. С июля 1922 г. помощник начальника всеобуча по политической части Варнавинского уездного военного комиссариата. С декабря 1922 г. уполномоченный по сбору продналога упродкома в г. Варнавин Костромской губернии. С апреле 1923 г. курсант Варнавинской совпартшколы 1-й ступени, где стал кандидатом в члены РКП(б). С августа 1923 г. секретарь волостных комитетов РЛКСМ в селах Урень и Воскресенское Краснобаковского уезда Нижегородской губернии. В июне 1924 г. вступил в коммунистическую партию. С марта 1925 г. секретарь Краснобаковского уездного комитета РЛКСМ в с. Красные Баки. С ноября 1925 г. в Рабоче-крестьянской Красной армии красноармеец 9-го радиобатальона в Москве. С ноября 1926 г. красноармеец 1-го радиополка во Владимире. Демобилизован в октябре 1927 г. и работал секретарём Уренского волостного комитета ВКП(б). С июня 1929 г. секретарь Воскресенского райкома ВКП(б). С сентября 1930 г. студент комвуза в Нижнем Новгороде. С марта 1932 г. заведующий сектором текущих компаний Горьковского городского комитета ВКП(б). С апреля 1933 г. начальник политического отдела МТС в с. Кез Удмуртской АССР. С марта 1935 г. секретарь Дебёсского райкома ВКП(б) Удмуртской АССР. С мая 1937 г. заместитель заведующего и заведующий отдела руководящих партийных органов Удмуртского обкома ВКП(б). С 9 июня 1938 г. по сентябрь 1940 г. секретарь Ижевского горкома ВКП(б), одновременно с 11 января 1939 г. по 12 марта 1940 г. второй секретарь Удмуртского обкома ВКП(б). С сентября 1940 г. слушатель Высшей школы партийных организаторов при ЦК ВКП(б), с июля 1941 г. мобилизован в РККА и направлен слушателем Курсов высшего политического состава при Главном политическому управлении РККА в Москве. С октября 1941 г. батальонный комиссар Долгушев военный комиссар штаба 49-й стрелковой бригады Западного фронта. После введения единоначалия и отмены института военных комиссаров в Красной армии в октябре 1942 г. переаттестован в майора и становится заместителем начальника штаба по политической части, а затем начальником политического отдела той же бригады. С июня 1943 г. слушатель курсов «Выстрел» в г. Солнечногорск Московской области. С марта 1944 г. командир 55-го отдельного трофейного батальона по вывозу имущества 37-й армии 3-го Украинского фронта. С октября 1945 г. командир 1-го трофейного батальона 44-й отдельной трофейной бригады Львовского военного округа. 21 августа 1946 г. демобилизован. С декабря 1946 г. начальник базы «Курортснаб» в г. Пятигорск Краснодарского края. С июня 1947 г. второй секретарь Изобильненского райкома ВКП(б) Ставропольского края. С марта 1951 г. начальник административно-хозяйственного отдела, заместитель директора Московского пивоваренного завода. Партдокументы погашены Московским горкомом КПСС в сентябре 1969 года как на умершего.

## Воинские звания
- Батальонный комиссар — 1941;
- Майор — 1942.

## Награды
- Орден Красной Звезды (19.02.1943)[4].
- Медаль «За оборону Москвы»[5].